# Attenborough (Nottinghamshire)
Attenborough – wieś w Anglii, w hrabstwie Nottinghamshire, w dystrykcie Broxtowe. Leży 9 km na południowy zachód od miasta Nottingham i 173 km na północny zachód od Londynu.